# LaSalle—Émard
 (décembre 2020).
Si vous disposez d'ouvrages ou d'articles de référence ou si vous connaissez des sites web de qualité traitant du thème abordé ici, merci de compléter l'article en donnant les références utiles à sa vérifiabilité et en les liant à la section « Notes et références ».

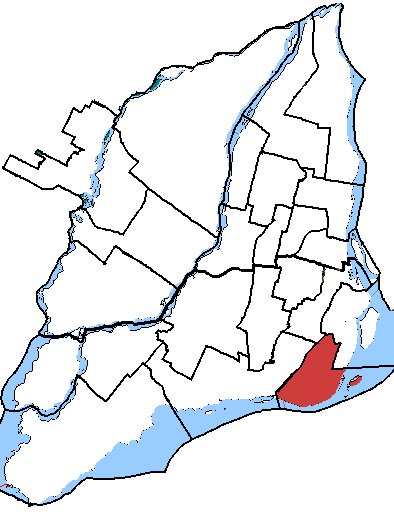
Carte de la circonscription électorale de LaSalle—Émard

LaSalle—Émard était une circonscription électorale fédérale sur l'île de Montréal, au Québec (Canada).
Elle comprenait l'arrondissement de LaSalle ainsi que le quartier de Ville-Émard et la plupart du quartier de Côte-Saint-Paul (arrondissement du Sud-Ouest) de la ville de Montréal. 
Les circonscriptions limitrophes étaient Notre-Dame-de-Grâce—Lachine, Westmount—Ville-Marie, Jeanne-Le Ber, Brossard—La Prairie et Châteauguay—Saint-Constant.
Elle possédait une population de 99 767 dont 76 647 électeurs sur une superficie de 21 km². 

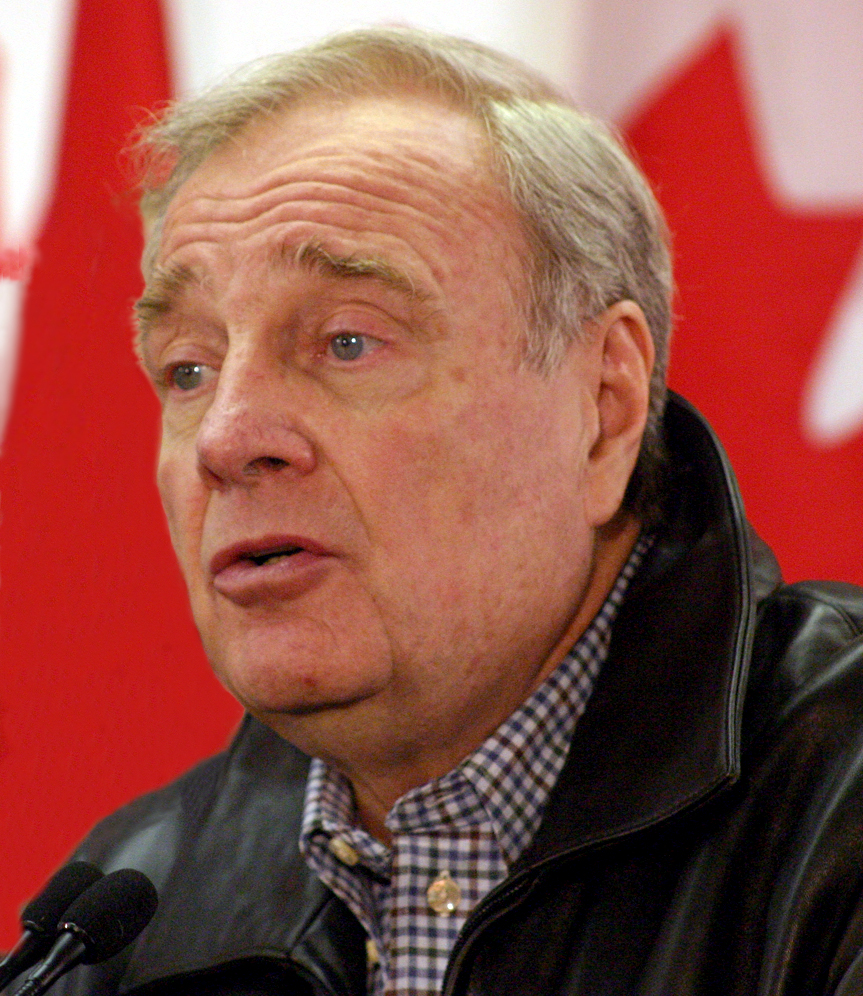
Paul Martin

## Historique
La circonscription de LaSalle—Émard a été créée en 1987 à partir des circonscriptions de Lasalle, Saint-Henri—Westmount et de Verdun—Saint-Paul. Lors du redécoupage électoral de 2013, la circonscription de Lasalle—Émard a été partagée entre les nouvelles circonscriptions de  LaSalle—Émard—Verdun et Dorval—Lachine—LaSalle.
La députée de Lasalle-Émard lors de la disparition de la circonscription, Hélène Leblanc du Nouveau Parti démocratique du Québec, s'est représentée dans la nouvelle circonscription de LaSalle—Émard—Verdun lors des élections de 2015, mais a été défaite par le libéral David Lametti.
| Législature                                                                | Années    | Député | Député         | Parti   |
| -------------------------------------------------------------------------- | --------- | ------ | -------------- | ------- |
| LaSalle—Émard issue de Lasalle, Saint-Henri—Westmount et Verdun—Saint-Paul |           |        |                |         |
| 34e                                                                        | 1988–1993 |        | Paul Martin    | Libéral |
| 35e                                                                        | 1993–1997 |        | Paul Martin    | Libéral |
| 36e                                                                        | 1997–2000 |        | Paul Martin    | Libéral |
| 37e                                                                        | 2000–2004 |        | Paul Martin    | Libéral |
| 38e                                                                        | 2004–2006 |        | Paul Martin    | Libéral |
| 39e                                                                        | 2006–2008 |        | Paul Martin    | Libéral |
| 40e                                                                        | 2008–2011 |        | Lise Zarac     | Libéral |
| 41e                                                                        | 2011–2015 |        | Hélène LeBlanc | NPD     |
| Dissoute parmi LaSalle—Émard—Verdun                                        |           |        |                |         |

## Résultats électoraux
Pour des raisons techniques, il est temporairement impossible d'afficher le graphique qui aurait dû être présenté ici.

|       | Candidat                 | Parti              | # de voix | % des voix |
|       | Chang-Tao Jimmy Yu       | Conservateur       | +05 516,  | 13,14 %    |
|       | Carl Dubois              | Bloc québécois     | +06 151,  | 14,66 %    |
|       | (sortante) Lise Zarac    | Libéral            | +11 172,  | 26,62 %    |
|       | Hélène LeBlanc           | NPD                | +17 691,  | 42,15 %    |
|       | Lorraine Banville        | Vert               | +00946,   | 2,25 %     |
|       | Guillaume Berger-Richard | Parti Rhinocéros   | +00208,   | 0,5 %      |
|       | Yves Le Seigle           | Marxiste-léniniste | +00288,   | 0,69 %     |
| Total | Total                    | Total              | 41 972    | 100 %      |

|       | Candidat             | Parti              | # de voix | % des voix |
|       | Béatrice Guay-Pepper | Conservateur       | +06 802,  | 16,03 %    |
|       | Frédéric Isaya       | Bloc québécois     | +10 384,  | 24,47 %    |
|       | Lise Zarac           | Libéral            | +17 226,  | 40,6 %     |
|       | Amy Darwish          | NPD                | +05 622,  | 13,25 %    |
|       | Kristina Vitelli     | Vert               | +01 579,  | 3,72 %     |
|       | Yves Le Seigle       | Marxiste-léniniste | +00144,   | 0,34 %     |
|       | Antoine Kaluzny      | Indépendant        | +00674,   | 1,59 %     |
| Total | Total                | Total              | 42 431    | 100 %      |